# Forêt de Fausses-Reposes

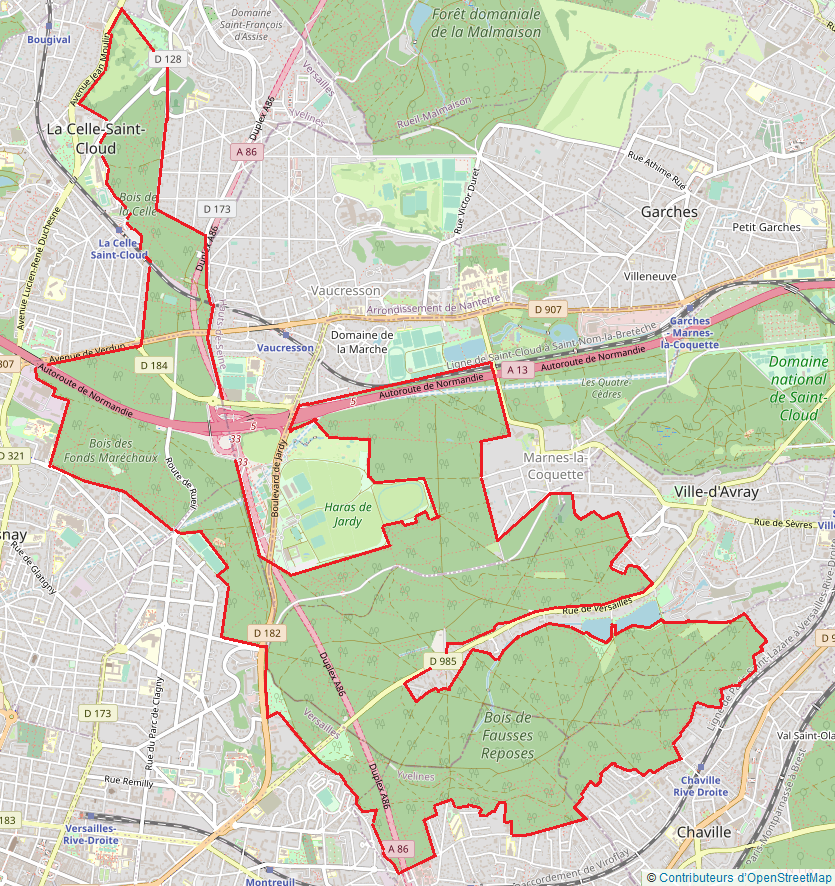
Carte avec délimitation approximative de la forêt domaniale de Fausses-Reposes.

La forêt de Fausses-Reposes est une forêt domaniale française de 616 hectares 28 ares 20 centiares située principalement dans les Hauts-de-Seine (372 hectares 71 ares 77 centiares) et secondairement dans les Yvelines (242 hectares 56 ares 43 centiares). Ancienne forêt royale proche de Versailles, c'est aujourd'hui une forêt gérée par l'Office national des forêts (ONF). C'est, en surface, la deuxième forêt des Hauts-de-Seine après la forêt de Meudon.
L'expression  « fausses reposes » vient du langage de la vénerie. Elle évoque ces feintes qu'utilisait l'animal pourchassé (cerf ou sanglier) en se cachant dans un repli du terrain ou dans un fourré pour déjouer la meute de chiens ou les équipages à cheval. Il s'agit donc du « faux repos » des animaux.
La forêt s'étend sur les communes de Vaucresson, Marnes-la-Coquette, Ville-d'Avray, Sèvres, Chaville (Hauts-de-Seine), La Celle-Saint-Cloud, Le Chesnay-Rocquencourt, Versailles, Viroflay (Yvelines). Vers l'est, elle prolonge le parc de Saint-Cloud, qui forme avec elle un massif forestier continu. Elle est remarquable par ses reliefs, ses points de vue, ses vallons, ses crêtes boisées visibles des communes proches (notamment Versailles, Viroflay, Chaville), sa géologie (limons, argiles à meulière, sables). Sa flore est dominée par le châtaignier, dont certains spécimens atteignent des tailles imposantes. On trouve aussi des chênes, des bouleaux et des pins. Certains sols exposés au sud sont couverts de bruyères.
En son centre se trouve le parc départemental des haras de Jardy, seul espace de prairies pâturées de la proche banlieue de Paris. Les étangs de Ville-d'Avray, à l'est, ont été immortalisés par Camille Corot. Le pavillon du Butard, construit pour le roi Louis XV par l'architecte Ange-Jacques Gabriel en 1750, se trouve sur le territoire de La Celle-Saint-Cloud (route des Puits).
La forêt est traversée par plusieurs axes routiers, notamment la route de l'Impératrice, la route départementale D 985 reliant Saint-Cloud à Versailles, l'A13 (autoroute de Normandie), la route départementale 307 reliant Saint-Cloud à Maule, ainsi que par la ligne ferroviaire reliant la gare Saint-Lazare à Saint-Nom-la-Bretèche.
Malgré l'extrême proximité de Paris, la forêt reste relativement sauvage, ce qui en fait un lieu de promenade fréquenté. Elle est parcourue par des sentiers de randonnée balisés et des pistes cavalières.
Fausses-Reposes est la seule grande forêt, avec celle de Meudon sa voisine, située à moins de dix kilomètres de Paris.
Elle a été classée en forêt de protection par décret en Conseil d'État du 23 août 2007.
En janvier 2021, la communauté d'agglomération Versailles Grand Parc et l'Office national des forêts signent une convention de trois ans « pour favoriser l'accueil dans les forêts du territoire tout en réduisant les déchets sauvages ». La forêt de Fausses-Reposes est concernée par l'accord.

## Littérature
Cette forêt est au cœur de la nouvelle de Boris Vian : Le loup-garou (Boris Vian est né et a vécu à Ville-d'Avray). Son héros, Denis, « habitait dans le bois de Fausses-Reposes, en bas de la côte de Picardie (...) ». 
Julien Gracq fait quant à lui une sommaire allusion à la forêt de Fausses-Reposes, dans le recueil Les Eaux étroites. Il lui compare un bois situé dans la vallée de l'Èvre : « [...] mauvaise halte, pareille à celle qu'évoque pour moi en un tout autre lieu le nom malfamé du bois de Fausses Reposes ».